# Governo Ricasoli II
Il Governo Ricasoli II è stato l’ottavo esecutivo del Regno d'Italia, il secondo guidato da Bettino Ricasoli.
Esso, nato in seguito alle dimissioni del governo precedente, è stato in carica dal 20 giugno 1866 al 10 aprile 1867, per un totale di 294 giorni, ovvero 9 mesi e 21 giorni.

## Compagine di governo

### Appartenenza politica
| Partito | Partito                 | Presidente | Ministri | Totale |
| ------- | ----------------------- | ---------- | -------- | ------ |
|         | Destra storica          | 1          | 2        | 3      |
|         | Indipendente (politica) | -          | 2        | 2      |
|         | Sinistra storica        | -          | 2        | 2      |
|         | Militare                | -          | 1        | 1      |

### Provenienza geografica
La provenienza geografica dei membri del Consiglio dei ministri si può così riassumere:
| Regione   | Presidente | Ministri | Totale |
| --------- | ---------- | -------- | ------ |
| Toscana   | 1          | -        | 1      |
| Lombardia | -          | 3        | 3      |
| Abruzzo   | -          | 1        | 1      |
| Liguria   | -          | 1        | 1      |
| Sardegna  | -          | 1        | 1      |
| Sicilia   | -          | 1        | 1      |

### Situazione parlamentare
NOTA: Ai tempi del Regno d'Italia, poiché secondo lo Statuto Albertino il governo rispondeva nei fatti al solo Re, la fiducia parlamentare in senso moderno non era obbligatoria (ed in tal senso vari sono stati i casi di formazione di un governo palesemente privo di tale supporto). La prassi di determinare la sopravvivenza dell’esecutivo in base al supporto parlamentare, dunque, si è andata sviluppando solo successivamente, specie con l’ascesa dei partiti di massa e con l’introduzione del sistema proporzionale, in tempi molto più tardi rispetto all’unità, ed ufficialmente solo con la Costituzione della Repubblica Italiana. Per questo motivo, il grafico sottostante espone, secondo ricostruzioni e dichiarazioni, nonché secondo la composizione del governo, l’eventuale supporto che questo avrebbe o ha ottenuto.
Fino al 22 marzo 1867 (IX legislatura):
| Camera              | Collocazione | Partiti                        | Seggi     |
| ------------------- | ------------ | ------------------------------ | --------- |
| Camera dei deputati | Maggioranza  | PLC (183), DEM (156), IND (90) | 429 / 443 |
| Camera dei deputati | Opposizione  | ER-Pd'A (14)                   | 14 / 443  |

Dal 22 marzo 1867 (X legislatura):
| Camera              | Collocazione | Partiti             | Seggi     |
| ------------------- | ------------ | ------------------- | --------- |
| Camera dei deputati | Governo      | PLC (152), IND (90) | 242 / 493 |
| Camera dei deputati | Opposizione  | DEM (225), IND (26) | 251 / 493 |

## Composizione
| Carica                                | Titolare                                                                        | Titolare                                                              | Titolare                                                              |
| Presidenza del Consiglio dei ministri | Presidenza del Consiglio dei ministri                                           | Presidenza del Consiglio dei ministri                                 | Presidenza del Consiglio dei ministri                                 |
| ------------------------------------- | ------------------------------------------------------------------------------- | --------------------------------------------------------------------- | --------------------------------------------------------------------- |
| Presidente del Consiglio dei ministri |                                                                                 |                                                                       | Bettino Ricasoli (Destra storica)                                     |
| Ministero                             | Ministri                                                                        | Ministri                                                              | Ministri                                                              |
| Affari Esteri                         | Bettino Ricasoli (Destra storica) Ad interim (fino al 28 giugno 1866)           | Bettino Ricasoli (Destra storica) Ad interim (fino al 28 giugno 1866) | Bettino Ricasoli (Destra storica) Ad interim (fino al 28 giugno 1866) |
| Affari Esteri                         |                                                                                 | Emilio Visconti Venosta (Destra storica) (dal 28 giugno 1866)         |                                                                       |
| Agricoltura, Industria e Commercio    |                                                                                 |                                                                       | Filippo Cordova (Indipendente)                                        |
| Lavori Pubblici                       |                                                                                 |                                                                       | Stefano Jacini (Destra storica) (fino al 17 febbraio 1867)            |
| Lavori Pubblici                       |                                                                                 | Giuseppe Devincenzi (Indipendente) (dal 17 febbraio 1867)             |                                                                       |
| Interno                               |                                                                                 |                                                                       | Bettino Ricasoli (Destra storica)                                     |
| Pubblica Istruzione                   |                                                                                 |                                                                       | Domenico Berti (Indipendente) (fino al 17 febbraio 1867)              |
| Pubblica Istruzione                   |                                                                                 | Cesare Correnti (Destra storica) (dal 17 febbraio 1867)               |                                                                       |
| Guerra                                |                                                                                 |                                                                       | Ignazio De Genova di Pettinengo (Militare) (fino al 22 agosto 1866)   |
| Guerra                                |                                                                                 | Efisio Cugia (Militare) (dal 22 agosto 1866)                          |                                                                       |
| Marina                                |                                                                                 |                                                                       | Agostino Depretis (Sinistra storica) (fino al 17 febbraio 1867)       |
| Marina                                |                                                                                 | Giuseppe Biancheri (Sinistra storica) (dal 17 febbraio 1867)          |                                                                       |
| Finanze                               |                                                                                 |                                                                       | Antonio Scialoja (Destra storica) (fino al 17 febbraio 1867)          |
| Finanze                               |                                                                                 | Agostino Depretis (Sinistra storica) (dal 17 febbraio 1867)           |                                                                       |
| Grazia e Giustizia e Culti            |                                                                                 |                                                                       | Francesco Borgatti (Indipendente) (fino al 17 febbraio 1867)          |
| Grazia e Giustizia e Culti            | Bettino Ricasoli (Destra storica) Ad interim (dal 17 febbraio al 24 marzo 1867) |                                                                       |                                                                       |
| Grazia e Giustizia e Culti            |                                                                                 | Filippo Cordova (Indipendente) (dal 24 marzo 1867)                    |                                                                       |

## Cronologia

### 1866
- 20 giugno - Comincia la Terza guerra d'indipendenza e il generale La Marmora scende direttamente nei campi di battaglia; è quindi obbligato a dimettersi dalla carica di Capo del Governo e il suo posto viene preso da Bettino Ricasoli, alla sua seconda esperienza presidenziale. Anche Giuseppe Garibaldi viene arruolato, venendo posto a capo del Corpo Volontari Italiani.
- 24 giugno - Battaglia di Custoza e grave sconfitta italiana.
- 20 luglio - Battaglia di Lissa e altra sconfitta italiana.
- 21 luglio - Battaglia di Bezzecca e vittoria italo-garibaldina.
- 12 agosto - Armistizio di Cormons con cui si conclude il conflitto: l'Italia ottiene dall'Austria il Veneto per tramite di Napoleone III (3 ottobre). A causa di ciò, anche a Giuseppe Garibaldi, che era a pochi passi da Trento, viene intimato di ritirarsi: egli risponderà al telegramma con una sola parola: “Obbedisco”.

### 1867
- 11 febbraio - In seguito all’approvazione di un ordine del giorno , contrario al governo, riguardante la cessazione della compressione preventiva di alcuni diritti costituzionali nel neo annesso Veneto, con 136 voti favorevoli su 240, il Presidente del Consiglio Ricasoli rassegna le dimissioni, ma queste sono respinte dal Re Vittorio Emanuele II.
- 13 febbraio - Il Re, viste le pressioni di Ricasoli ed altresì al fine di consentire ai veneti di avere una rappresentanza parlamentare, opta di sciogliere la Camera dei deputati.
- 17 febbraio - Ampio rimpasto di governo, cambiano cinque titolari di dicasteri.
- 10 marzo - Si svolgono le elezioni politiche; rispetto a due anni prima la Destra storica aumenta i suoi voti dell'1,2% (perdendo tuttavia 32 seggi) mentre la Sinistra storica avanza del 2,3% (ottenendo 69 seggi in più).
- 1º aprile - In seguito ai risultati elettorali ed alla fine delle procedure di insediamento della neo-eletta Camera, Ricasoli riscontra di non riuscire a costruire una solida maggioranza per l’approvazione dell’esercizio provvisorio, dimettendosi contestualmente.
- 4 aprile - Il sovrano affida l'incarico di formare il nuovo esecutivo a Urbano Rattazzi. Termina ufficialmente l’esperienza di governo.